# Winzer
Winzer je trhová obec, které se nachází v Dolním Bavorsku na jihovýchodě Německa. V roce 2022 zde žilo přibližně 3 805 obyvatel. Významným rodákem je Richard Seefelder. 

## Historie
První písemná zmínka o obci pochází z roku 1005, kdy je označována jako Uuincira. Historie města je mnohem starší, protože zde byly nalezeny pozůstatky po Římské říši. Pravděpodobně se však nejednalo o stálé obyvatele. První trvalé osídlení oblasti mohlo existovat kolem rokem 950. Na počátku 19. století se zde nacházelo několik vinic. Ve znaku obce jsou tři půlměsíce, které odkazují na rod Puchbergerů a velký žlutý hrozen, který odkazuje na vinařství doložené již z 9. století.

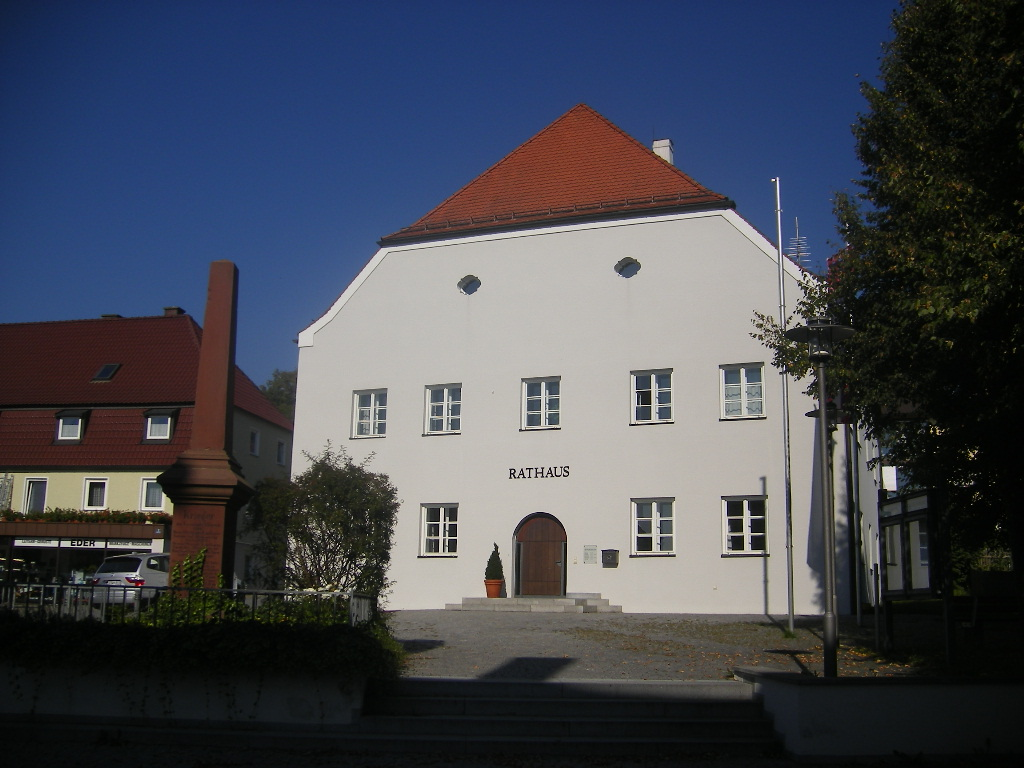
Radnice

## Populační vývoj
V období od roku 1988 do roku 2018 vzrostl počet obyvatel ve Winzeru o 544 osob, což představuje nárůst o 16,5 % z 3302 na 3846. K 31. prosinci 2003 mělo Winzer 3913 obyvatel.

## Sport
V obci působí fotbalový klub SV Winzer, který hraje okresní Kreisligu.

Znak obce Winzer

## Znak
Znak obec používá od roku 1932. Zlatý hrozen odkazuje na význam vinařství, které zde má velkou tradici. Tři půlměsíce odkazují na pány z Puchbergu.

## Pamětihodnosti
- Winzer – hradní zřícenina z 11. století

## Partnerská města
- Velhartice, Česko

## Významní rodáci
Richard Seefelder (1875-1949), oftalmolog v Lipsku a Innsbrucku